# Enrichissement du carburant par hydrogène
 (mars 2014).
Améliorez-le ou discutez des points à vérifier. 
L'enrichissement du carburant par hydrogène désigne principalement l'ajout de dihydrogène aux hydrocarbures que brûle un moteur à combustion interne. Les promoteurs du dispositif en escomptent principalement une diminution des émissions polluantes (CO2, NOx) des moteurs équipés.
De nombreuses expérimentations ont eu lieu dans plusieurs pays depuis 1918. Elles concluent que l'énergie de combustion de l'hydrogène est bien utilisée, mais que le problème du moyen d'emmagasiner l'hydrogène, gazeux, à injecter dans la chambre de combustion, n'est pas résolu.
Il faudrait, pour que la génération de l'hydrogène dans le véhicule même présente un intérêt, que l'injection d'une petite partie d'hydrogène augmente considérablement le rendement de la combustion des hydrocarbures formant le principal du carburant, de sorte que le surplus d'énergie dépasse celle consommée pour la production de l'hydrogène. Certaines compagnies ont revendiqué cette amélioration, sans parvenir au succès commercial.

## Sujets de recherches
De nombreuses recherches sur les mélanges de carburants, dont celui d'hydrogène, de dioxygène et d'hydrocarbures ont eu lieu,,,,,,,. Ces sources suggèrent que l'ajout d'hydrogène aux carburants classiques pourrait permettre des économies de carburant et des émissions réduites.
L'américain Charles H. Frazer déposa en 1918 le premier brevet pour l'amélioration de la combustion du moteur à explosion par l'ajout d'hydrogène.
En 1974, des chercheurs du Jet Propulsion Laboratory du California Institute of Technology publient un document intitulé On-Board Hydrogen Generator for a Partial Hydrogen Injection Internal Combustion Engine (« Générateur embarqué d'hydrogène pour une injection partielle d'hydrogène dans les moteurs à combustion interne »).
En 1977, la NASA expérimente avec succès un mélange de vapeur de méthanol, pour la production in situ de monoxyde de carbone et d'hydrogène comme additif combustible ou « carburant d'appoint » mélangé à l'essence sur un moteur de 1969.
En novembre 2007, le ministère des transports américain (United States Department of Transportation) publie un rapport officiel (N°FMCSA-RRT-07-020) via l'administration fédérale de sécurité des transports motorisés (Federal Motor Carrier Safety Administration) consacré à l'exploitation de l'hydrogène comme ingrédient additionnel au carburant primaire, appliquée aux poids-lourds commerciaux à moteur Diesel. L'étude confirme que le dihydrogène peut être utilisé comme carburant primaire, avec deux restrictions principales, le coût de revient industriel pour son implantation à large échelle et que la sécurité de son usage. Elle indique que Water and an onboard electrolyzer cannot be used to power a fuel cell or hydrogen ICE vehicle because of the large amount of electricity required to operate the electrolyzer (« de l'eau avec un système d'électrolyse embarqué ne peut pas servir à alimenter un véhicule à pile à combustible ou à combustion d'hydrogène du fait de la grande quantité d'électricité nécessaire pour l'électrolyse ») (page 20 du rapport), en tant que source primaire de carburant, mais indique que ces dispositifs peuvent servir pour générer un carburant d'appoint pour un moteur Diesel (ibid et sections 1.2.3 et 3.5.).
À partir des années 2000, plusieurs études scientifiques indépendantes démontrent l'efficacité de l'adjonction de dihydrogène ou de peroxyde d'hydrogène comme carburant dans un moteur thermique exploitant du gazole,,,.

## Application pour les moteurs à combustion interne
L'enrichissement du carburant en hydrogène et oxygènes produits par électrolyse a été promu pour une utilisation avec des camions diesel,. En revanche, plusieurs essais effectués par des groupes de consommateurs aux États-Unis donnent des résultats mitigés,,. 
L'efficacité des moteurs à combustion d'hydrogène et des moteurs mixtes (hydrocarbures + dihydrogène) n'est pas mise en doute scientifiquement,,. 
Cependant, dans le cas d'une production de dihydrogène au sein même du véhicule par électrolyse de l'eau, la loi de la conservation de l'énergie implique qu'un tel système ne peut produire plus d'énergie qu'il n'en consomme et la seconde loi de la thermodynamique introduit la notion d'irréversibilité des transformations, du fait de l'augmentation de l'entropie (S) du système qui se traduit par la dégradation d'une partie de l'énergie (c'est-à-dire sa transformation inévitable en chaleur, énergie thermique perdue au détriment de l'énergie mécanique recherchée, par exemple sous la forme de frottements mécaniques ou de résistance électrique).
Toutefois, l'efficacité de tels dispositifs « HHO » ne se vérifie pas directement selon les principes du « carburant classique ». Ils ne fournissent qu'un complément à un carburant primaire, gazole ou essence. L'adjonction de dihydrogène H2 et de dioxygène O2 à l'entrée d'air du moteur optimise la carburation primaire du moteur et ainsi son rendement, dans certaines conditions transitoires ou à certains régimes de fonctionnement, à l'instar de l'injection auxiliaire de gaz ou encore du turbocompresseur qui existent dans l'industrie automobile et aéronautique depuis le milieu du XXe siècle[réf. souhaitée].